# Antillectual
Antillectual és un grup neerlandès de música hardcore punk.

## Història
Antillectual és un grup originari de les ciutats de Nimega i Utrecht, als Països Baixos. Va començar com un grup de quatre membres l'any 2000. El 2001, Pieter, baixista, va deixar la banda i va ser reemplaçat per Falco per a enregistrar la primera maqueta. Quan Falco va deixar la banda el 2003, el grup va decidir no substituir-lo per un membre nou i Yvo va canviar la guitarra pel baix. Com a trio van publicar el seu primer disc Silencing Civilization amb la discogràfica Angry Youth Records el 2005.
El 2006, Bob va deixar la banda i va ser reemplaçat per Riekus. Juntament amb la seva segona gira pels Estats Units van publicar el disc de set polzades Waves, amb cançons de Silencing Civilization en una cara i l'avançament del seu segon disc a l'altra. El seu segon disc, Testimony, va ser publicat l'any 2008 conjuntament per set segells independents internacionals. Antillectual aprofità la publicació per a fer una gira i tocar al No Idea Records Fest 7 a Gainesville. El gener de 2010, Yvo, baixista, va deixar la banda per raons familiars i va ser reemplaçat pel cantant de Smash The Statues, Tom. Tom fou més tard reemplaçat per Tim Vantol, qui després va ser reemplaçat per Glen.
El 2018, el grup va afirmar que ja no publicarien àlbums, sinó que buscarien noves maneres de distribuir la seva música amb més rapidesa. El senzill «Heads You Win, Tails We Lose» és la primera cançó que van publicar d'aquesta nova manera, només digitalment.
Al llarg de la seva carrera Antillectual ha compartit escenari amb grups com ara Bad Religion, NOFX, Propagandhi, Satanic Surfers i Teen Foot Pole. Com moltes bandes punk, Antillectual té un missatge polític en algunes cançons, per la qual cosa les seves lletres versen sobre els drets dels animals, l'okupació i altres temes de crítica social.

## Discografia
- 2003: Facts, Opinions And In Between (DIY)
- 2005: Silencing Civilization (Angry Youth Records)
- 2007: Waves 7" (Square Of Opposition Records, Glory Days of Youth Records)
- 2008: Testimony (Shield Recordings, No Reason Records, Rise Or Rust Records, Infected Records, Fond Of Life Records, Youth Way Records, Jump Start Records, Fastlife Records, Embrace Records)
- 2009: Pull The Plug (Shield Recordings, No Reason Records, SUMS Records, EP acústic)
- 2010: Start From Scratch! (Angry Chuck Records, No Reason Records, Destiny Records, Effervescence Records, Discos Rayados Records, Lockjaw Records, Shield Recordings, Square of Opposition Records, 5 feet under Records, Sit Still Promotion, Infected Records)
- 2012: Future History (Shield Recordings, Destiny Records, No Reason Records, Lockjaw Records, Angry Chuck Records, EP)
- 2013: Perspectives & Objectives (A-F Records, Suburban Records, Destiny Records, Effervescence Records, Destroy It Yourself Records, Angry Chuck Records, 5FeetUnder Records, No Reason Records, Lockjaw Records)
- 2016: Engage! (Redfield Records, Waterslide Records, Fusa Records)
- 2023: Together[7]